# 솔로몬 항공
솔로몬 항공(영어: Solomon Airlines)은 솔로몬 제도의 국영 항공사로 총 27개 노선을 취항하고 있다. 본사는 솔로몬 제도 호니아라 위치해 있으며 1962년에 설립했다. 또한 사용하고 있는 허브 공항으로 호니아라 국제공항이 있다.

## 운항 노선
- 2014년 7월 기준으로 솔로몬 항공은 다음과 같은 노선을 운항하고 있다.

### 코드쉐어 협정
- 솔로몬 항공은 다음과 같은 항공사와 코드쉐어 협정을 체결하고 있다.

| - 피지 항공 - 에어 바누아투 - 에어 뉴기니 - 콴타스 항공 (원월드) - 에어 키리바시 |

## 보유 기종
- 2019년 10월 기준으로 솔로몬 항공은 다음과 같은 기종을 보유하고 있으며 평균 기령은 22.8년이다.[4][5]

### 퇴역 기종
- 보잉 737-200
- 보잉 737-300
- 보잉 737-400
- 엠브라에르 E-170